# Ксенопол, Николае
Николае Димитрие Ксенопол (рум. Nicolae Dimitrie Xenopol; 11 сентября 1858, Яссы — 5 декабря 1917, Токио) — румынский писатель и политик. Младший брат историка и литературоведа Александра Ксенопола.

## Биография
Ксенопол родился в буржуазно-чиновничьей семье в Яссах, столице Молдавского княжества. Автор «Brazi şi putregai» (1881), по мнению румынской критики — лучшего в то время написанных на румынском языке романов. Ему же принадлежит сатирическое произведение «Aventurile unului American», в котором он талантливо осмеял разные модные обычаи.

## Творчество
- Brazi şi putregai. Moravuri provinciale române (Бухарест: 1881, II издание - 1892).
- Psihologia mulţimei (Бухарест: 1895).